# Hylaeus ornatus
Hylaeus ornatus är en solitär biart som beskrevs av Mitchell 1951. Den ingår i släktet citronbin och familjen korttungebin. Inga underarter finns listade i Catalogue of Life.

## Beskrivning
Arten är slank, svart med det främsta bakkroppssegmentet (tergiten) klart brunrött. Som de flesta citronbin har den en ansiktsmask. Hos honan inskränker den sig till två gula, triangelformade markeringar på sidorna, mellan munskölden och antennfästena, medan hanens gula ansiktsmask täcker större delen av ansiktet, upp över antennfästena. Vingarna är genomskinliga, men mörknar mot spetsen, och har mörkbruna ribbor. Biet är inte särskilt stort; honan blir 7 till 8 mm lång, hanen 6 till 7 mm.

## Ekologi
Arten, som flyger från maj till början av september, framför allt på kustslätter, är polylektisk, det vill säga den besöker flera olika blommande växter, som korgblommiga växter (gullrissläktet), ärtväxter (sötväpplingssläktet ), måreväxter (bollbusksläktet), johannesörtsväxter (johannesörtssläktet) samt vinväxter (vildvinsläktet).

## Utbredning
Utbredningsområdet omfattar kuststaterna i östra USA från Maryland till North Carolina och Florida.